# Bangladeschische Cricket-Nationalmannschaft in Sri Lanka in der Saison 2005
Die Tour der bangladeschischen Cricket-Nationalmannschaft nach Sri Lanka in der Saison 2005 fand vom 31. August bis zum 22. September 2005 statt. Die internationale Cricket-Tour war Bestandteil der Internationalen Cricket-Saison 2005 und umfasste zwei Tests und drei ODIs. Sri Lanka gewann die Test-Serie 2–0 und die ODI-Serie 3–0.

## Vorgeschichte
Sri Lanka spielte zuvor ein Drei-Nationen-Turnier daheim, während Bangladesch ein Drei-Nationen-Turnier in England bestritt.
Das letzte Aufeinandertreffen der beiden Mannschaften bei einer Tour fand in der Saison 2002 in Sri Lanka statt.

## Stadien
Die folgenden Stadien wurden für die Tour als Austragungsort vorgesehen und am 15. Juli 2005 bekanntgegeben.
| Stadion                                 | Stadt   | Kapazität | Spiele               |
| --------------------------------------- | ------- | --------- | -------------------- |
| Paikiasothy Saravanamuttu Stadium (PSS) | Colombo | 15.000    | 2. Test              |
| R. Premadasa Stadium (RPS)              | Colombo | 35.000    | 1. Test; 2. & 3. ODI |
| Sinhalese Sports Club Ground (SSC)      | Colombo | 10.000    | 1. ODI               |

## Kaderlisten
Sri Lanka benannte seinen Kader am 24. August 2005.
Bangladesch benannte seinen ODI-Kader am 30. August 2005.
| Test | Test | ODI | ODI |
| Sri Lanka | Bangladesch | Sri Lanka | Bangladesch |
| --- | --- | --- | --- |
| - Marvan Atapattu (K) - Tillakaratne Dilshan - Dilhara Fernando - Rangana Herath - Mahela Jayawardene - Sanath Jaysuriya - Lasith Malinga - Muttiah Muralitharan - Thilan Samaraweera - Kumar Sangakkara (WK) - Chaminda Vaas | - Habibul Bashar (K) - Aftab Ahmed - Enamul Haque - Javed Omar - Khaled Mashud wk - Mohammad Ashraful - Mohammad Rafique - Nafees Iqbal - Shahadat Hossain - Shahriar Nafees - Syed Rasel - Tushar Imran | - Marvan Atapattu (K) - Mahela Jayawardene (VK) - Russel Arnold - Upul Chandana - Dilhara Lokuhettige - Tillakaratne Dilshan - Dilhara Fernando - Avishka Gunawardene - Sanath Jaysuriya - Farveez Maharoof - Muttiah Muralitharan - Thilan Samaraweera - Kumar Sangakkara (WK) - Upul Tharanga - Chaminda Vaas | - Habibul Bashar (K) - Aftab Ahmed - Javed Omar - Khaled Mahmud - Khaled Mashud (wk) - Mohammad Islam - Mohammad Ashraful - Mohammad Rafique - Shahadat Hossain - Shahriar Nafees - Syed Rasel - Tapash Baisya - Tushar Imran |

## Tour Matches
| 28. August Scorecard | Moratuwa | Bangladeshis 235-8 (50)                     | – | Sri Lanka Cricket XI 239-0 (36.1) |
|                      |          | Sri Lanka Cricket XI gewinnt mit 10 Wickets |   |                                   |

| 7. – 9. September Scorecard | Colombo (CCC) | Bangladeshis 195 (45.3) & 273-6 (87) | – | Sri Lanka Cricket Development XI 412 (111.5) |
|                             |               | Remis                                |   |                                              |

## One-Day Internationals

### Erstes ODI in Colombo
| 31. August Scorecard | Colombo (SCC) | Sri Lanka 269-9 (50)          | – | Bangladesch 181-9 (50) |
|                      |               | Sri Lanka gewinnt mit 88 Runs |   |                        |

### Zweites ODI in Colombo
| 2. September Scorecard | Colombo (RPS) | Sri Lanka 295-5 (50)          | – | Bangladesch 220-6 (50) |
|                        |               | Sri Lanka gewinnt mit 75 Runs |   |                        |

### Drittes ODI in Colombo
| 4. September Scorecard | Colombo (RPS) | Bangladesch 108 (38.2)                       | – | Sri Lanka 105-4 (21.2/46) |
|                        |               | Sri Lanka gewinnt mit 6 Wickets (D/L method) |   |                           |

## Tests

### Erster Test in Colombo
| 12. – 14. September Scorecard | Colombo (RPS) | Bangladesch 188 (44) & 86 (27.4)                | – | Sri Lanka 370-9d (110.2) |
|                               |               | Sri Lanka gewinnt mit einem innings und 96 Runs |   |                          |

### Zweiter Test in Colombo
| 20. – 22. September Scorecard | Colombo (PSS) | Sri Lanka 457-9d (92.3) & 197 (60.4)            | – | Bangladesch 191 (45.4) |
|                               |               | Sri Lanka gewinnt mit einem Innings und 69 Runs |   |                        |

## Statistiken
Die folgenden Cricketstatistiken wurden bei dieser Tour erzielt.
| Tests                | Tests       | Tests   | Tests   | Tests   | Tests   | Tests   | Tests   | Tests   |
| Batting              | Batting     | Batting | Batting | Batting | Batting | Batting | Batting | Batting |
| Spieler              | Mannschaft  | Spiele  | Innings | Runs    | Average | HS      | 100s    | 50s     |
| -------------------- | ----------- | ------- | ------- | ------- | ------- | ------- | ------- | ------- |
| Tillakaratne Dilshan | Sri Lanka   | 2       | 2       | 254     | 127,00  | 168     | 1       | 1       |
| Thilan Samaraweera   | Sri Lanka   | 2       | 2       | 216     | 108,00  | 138     | 1       | 1       |
| Habibul Bashar       | Bangladesch | 2       | 4       | 127     | 31,75   | 84      | 0       | 1       |
| Mohammad Ashraful    | Bangladesch | 2       | 4       | 85      | 21,25   | 42      | 0       | 0       |
| Shahriar Nafees      | Bangladesch | 2       | 4       | 72      | 18,00   | 51      | 0       | 1       |
| Bowling              |             |         |         |         |         |         |         |         |
| Spieler              | Mannschaft  | Spiele  | Overs   | Wickets | Average | BBI     | 5W      | 10W     |
| Muttiah Muralitharan | Sri Lanka   | 2       | 53.2    | 14      | 9,64    | 6/18    | 1       | 0       |
| Dilhara Fernando     | Sri Lanka   | 2       | 25      | 8       | 15,50   | 5/60    | 1       | 0       |
| Rangana Herath       | Sri Lanka   | 2       | 29.4    | 7       | 13,57   | 4/38    | 0       | 0       |
| Lasith Malinga       | Sri Lanka   | 2       | 30      | 6       | 23,16   | 3/32    | 0       | 0       |
| Shahadat Hossain     | Bangladesch | 2       | 40      | 6       | 30,50   | 4/108   | 0       | 0       |
| Syed Rasel           | Bangladesch | 2       | 40.5    | 6       | 32,66   | 4/129   | 0       | 0       |

| ODIs                 | ODIs        | ODIs    | ODIs    | ODIs    | ODIs    | ODIs    | ODIs    | ODIs    |
| Batting              | Batting     | Batting | Batting | Batting | Batting | Batting | Batting | Batting |
| Spieler              | Mannschaft  | Spiele  | Innings | Runs    | Average | HS      | 100s    | 50s     |
| -------------------- | ----------- | ------- | ------- | ------- | ------- | ------- | ------- | ------- |
| Upul Tharanga        | Sri Lanka   | 3       | 3       | 174     | 58,00   | 105     | 1       | 1       |
| Shahriar Nafees      | Bangladesch | 3       | 3       | 111     | 37,00   | 51      | 0       | 1       |
| Marvan Atapattu      | Sri Lanka   | 2       | 2       | 108     | 108,00  | 55      | 0       | 2       |
| Mahela Jayawardene   | Sri Lanka   | 3       | 2       | 73      | 73,00   | 50      | 0       | 1       |
| Kumar Sangakkara     | Sri Lanka   | 3       | 3       | 67      | 33,50   | 28      | 0       | 0       |
| Bowling              |             |         |         |         |         |         |         |         |
| Spieler              | Mannschaft  | Spiele  | Overs   | Wickets | Average | BBI     | 5W      | 10W     |
| Farveez Maharoof     | Sri Lanka   | 2       | 15      | 6       | 9,00    | 3/25    | 0       | 0       |
| Tillakaratne Dilshan | Sri Lanka   | 3       | 26      | 6       | 12,50   | 3/17    | 0       | 0       |
| Dilhara Fernando     | Sri Lanka   | 3       | 22      | 5       | 18,40   | 3/19    | 0       | 0       |
| Upul Chandana        | Sri Lanka   | 3       | 27.2    | 4       | 24,25   | 2/15    | 0       | 0       |
| Syed Rasel           | Bangladesch | 3       | 25      | 3       | 40,00   | 2/42    | 0       | 0       |
| Mohammad Rafique     | Bangladesch | 3       | 24      | 3       | 42,66   | 2/47    | 0       | 0       |
| Tapash Baisya        | Bangladesch | 3       | 27      | 3       | 51,66   | 2/27    | 0       | 0       |

## Player of the Series
Als Player of the Series wurden die folgenden Spieler ausgezeichnet.
| Serie | Player of the Series |
| ----- | -------------------- |
| Test  | Tillakaratne Dilshan |
| ODI   | Upul Tharanga        |

### Player of the Match
Als Player of the Match wurden die folgenden Spieler ausgezeichnet.
| Spiel   | Player of the Match  |
| ------- | -------------------- |
| 1. ODI  | Mahela Jayawardene   |
| 2. ODI  | Upul Tharanga        |
| 3. ODI  | Dilhara Fernando     |
| 1. Test | Muttiah Muralitharan |
| 2. Test | Thilan Samaraweera   |